# 安德伍德冰川
安德伍德冰川（英語：Underwood Glacier）是南極洲的冰川，位於威爾克斯地，全長約24公里，終點在里斯特岩和努特角之間。現時由南極條約體系管理。

## 來源
- 本条目引用的公有领域材料来自美国地质调查局的文档 《安德伍德冰川》 （資料來自地名信息系统）。